# بوسال
بوسال (به انگلیسی: Busal) یک منطقهٔ مسکونی در پاکستان است که در پنجاب واقع شده‌است. بوسال ۲۰۲ متر بالاتر از سطح دریا واقع شده‌است.